# Lichaamsoppervlak
Het lichaamsoppervlak is het buiten-oppervlak van het met huid beklede lichaam.

## Menselijk lichaam
De kennis van het oppervlak van het menselijk lichaam is belangrijk voor de dosering van bepaalde medicijnen zoals cytostatica en andere in de oncologie gebruikte actieve stoffen, evenals voor het inschatten van huid-laesies (brandwonden).
Met behulp van empirische gegevens zijn formules uitgewerkt voor het schatten van het lichaamsoppervlak, op basis van het lichaamsgewicht en de lichaamslengte.
In de praktijk worden vaak nomogrammen gebruikt.
Voorbeelden:
- S - lichaamsoppervlak in m²
- L - lichaamslengte in cm
- m - lichaamsgewicht in kg

{\displaystyle \mathrm {S} ={\sqrt {\frac {\mathrm {L} \times \mathrm {m} }{3600}}}} (formule van Mosteller)
{\displaystyle \mathrm {S} =0{,}0235\times \mathrm {L} ^{0{,}42246}\times \mathrm {m} ^{0{,}51456}} (formule van Gehan en George)
{\displaystyle \mathrm {S} =0{,}024265\times \mathrm {L} ^{0{,}3964}\times \mathrm {m} ^{0{,}5378}} (formule van Haycock)
{\displaystyle \mathrm {S} =0{,}007184\times \mathrm {L} ^{0{,}725}\times \mathrm {m} ^{0{,}425}} (formule van Dubois)
{\displaystyle \mathrm {S} =0{,}0332965\times \mathrm {L} ^{0{,}3}\times \mathrm {m} ^{0{,}6157-0{,}00816474\;\ln {\mathrm {m} }}} (formule van Boyd)
{\displaystyle \mathrm {S} ={\begin{cases}0{,}000975482\times \mathrm {L} ^{1{,}08}\times \mathrm {m} ^{0{,}46}&\quad (\,{_{_{\,+}}}\!\!\!\!\!\!{_{\;_{\;}}\circ }\,)\\0{,}000579479\times \mathrm {L} ^{1{,}24}\times \mathrm {m} ^{0{,}38}&\quad (\;{^{_{^{^{\nearrow }}}}}\!\!\!\!\!\!\circ \;\,)\end{cases}}} (formule van Schlich)
{\displaystyle \mathrm {S} =0{,}008883\times \mathrm {L} ^{0{,}663}\times \mathrm {m} ^{0{,}444}} (formule van Fujimoto)
{\displaystyle \mathrm {S} =0{,}007241\times \mathrm {L} ^{0{,}725}\times \mathrm {m} ^{0{,}425}} (formule van Takahira)
De formules van Mosteller en Haycock worden vooral gebruikt voor het berekenen van het lichaamsoppervlak bij kinderen.

## Gemiddelde waarden
- Het gemiddeld lichaamsoppervlak is 1,7 m².
- Bij mannen is het gemiddeld 1,9 m².
- Bij vrouwen: 1,6 m²
- Kinderen van 9 jaar: 1,07 m²
- Kinderen van 10 jaar: 1,14 m²
- Kinderen van 12–13 jaar: 1,33 m²